# Wim Groenendijk
Willem Huibrecht (Wim) Groenendijk (Rotterdam, 14 augustus 1910 – Nijmegen, 27 november 1977) was een Nederlands voetballer en voetbaltrainer.
Hij begon als jeugdspeler bij De Musschen en was tussen 1926 en 1937 aanvaller bij Feijenoord. Hij speelde 2 november 1930 tegen Zwitserland eenmaal in het Nederlands voetbalelftal. Hij maakte toen pas enkele maanden deel uit van de Rotterdamse hoofdmacht. De keuzecommissie van de voetbalbond wilde zijn teamgenoot Jaap Barendregt selecteren maar nodigde per abuis Groenendijk uit.
In 1935 scoorde Groenendijk viermaal tegen HVV Helmond in de finale van de KNVB beker. Deze wedstrijd werd met 5-2 gewonnen door Feijenoord. Tot op de dag van vandaag is het niet meer voorgekomen dat een speler vier keer of vaker scoorde in de finale van de KNVB beker.
Groenendijk werd na zijn spelersloopbaan trainer. Hij begon als assistent bij Feijenoord. Na het behalen van zijn bondsdiploma ging hij enkele clubs in Rotterdam trainen. In 1943 verkaste hij naar Limburg om bij Sittard aan de slag te gaan. In zijn beginjaren nam hij vaker per seizoen meerdere verenigingen tegelijk onder zijn hoede. Na MVV, VV Sittard, VV Baronie en VV Chevremont was hij tussen 1950 en 1957 trainer bij Eindhoven. Met Eindhoven werd Groenendijk in 1954 landskampioen.
Van 1958 tot 1960 was Groenendijk trainer van N.E.C.. Daarna bleef hij in de omgeving van Nijmegen actief en Quick Nijmegen was zijn laatste club. Groenendijk overleed als toeschouwer bij een thuiswedstrijd van N.E.C. in het Goffertstadion.. Op die plek overleed hij, toen hij tijdens de wedstrijd NEC - Vitesse een hartaanval kreeg op de tribune. 
Tot aan zijn overlijden was hij bestuurslid van VVON (Vakbond Voetbal Oefenmeesters Nederland). In 1947, een jaar na de oprichting, werd hij al bestuurslid en hij was vele jaren secretaris/penningmeester.